# فارداشين (أرارات)
مدينة فارداشين (بالأرمينية:Վարդաշեն) (بالإنجليزية: Vardashen)‏ هي إحدى المدن التابعة لمقاطعة أرارات في أرمينيا. يقدر عدد سكانها بـ 586 نسمة حسب الإحصاء الذي جرى عام 2011.